# Тръстеник (община Ормож)
Вижте пояснителната страница за други значения на Тръстеник.
Тръстеник (на словенски: Trstenik) е село в Словения, Подравски регион, община Ормож. Според Националната статистическа служба на Република Словения през 2015 г. селото има 34 жители.